# Fylgje
En fylgje (norrønt: fylgja pl. fylgjor – oversat: "følgesvend", "ledsager" ) er i nordisk religion et overnaturlig væsen, der fungerer som værneskikkelser for et individ eller en slægt.
Fylgjer optræder i litteraturen ofte som enten et alter ego i dyreskikkelse eller en ættegud i kvindeskikkelse, dvs. en gudinde der var knyttet til en bestemt slægt, og de er relateret til skæbnen. Normalt er en fylgje usynlig, men i mange fortællinger kan den vise sig mens personen, den var knyttet til, sover. Synske personer kunne også se den, mens personen var i vågen tilstand. Synet af en fylgje blev opfattet som et varsel om snarlig død.
Både Andy Orchard og Rudolf Simek har påpeget en række paralleller mellem idéen om hamingja, en personifikation af en slægts eller et individs skæbne, og fylgjen. I grave flere steder i Norden har arkæologer fundet spor efter dyr, bl.a. skind. Kristina Jennbert har foreslået, at dette dyr måske skal afspejle den begravedes personlighed, eller måske ligefrem repræsentere et hamskifte, hvor personen transformeres til sin fylgjes skikkelse på rejsen til den anden verden. Hun foreslår også, at brugen af dyrenavne som del af personnavne ligeledes kan være relateret til forestillingen om fylgjer.
En fylgje var en afspejling af den persons karaktér, som den var tilknyttet; fx kunne krigeriske personer have fylgjer, der tog form af bjørne eller ulve, mens mere fredelige typer kunne have en hjort som fylgje. Typen af fylgje er også associeret med social klasse. Store vilddyr (fx ræve, ulve, bjørne, hjorte, ørne, leoparder, svaner og løver), stærke tamdyr (fx okser, orner, og bukke) og fabeldyr (fx orme, drager og jætter) er knyttet til aristokratiet, mens mindre dyr (fx kvæg, høge og grise) blev knyttet til almindelige mennesker. Der findes ingen tegn på, at heste, som var et helligt dyr i nordisk religion, optrådte som fylgjer.
Berømt er optrinnet i Bjarkemål, hvor Rolf Krakes bedste kriger, berserken Bodvar Bjarke sover dybt i hallen, mens hans fylgje, bjørnen, kæmper på hans vegne udenfor. Da man endelig får Bjarke kaldt ud til kamp, er bjørnen forsvundet.

## Andre varianter
Andre eksempler på følgeånder eller usynlige hjælpeånder i nordisk kultur er hamingja, norner, díser og vörðr. Forestillinger om dyr som værneånder og følgeskikkelser kendes fra mange forskellige kulturer over hele verden. Et af de mest kendte eksempler er de nordamerikanske totemdyr. Et udbredt træk er at de kunne overføre deres egenskaber til et menneske og optræde som vejvisere på rejser til ’’den anden verden’’, fx i forbindelse med døden.[kilde mangler] Daimoner i Philip Pullmans trilogi His Dark Materials er delvist baseret på de nordiske fylgjer.[kilde mangler]